# Gyulay család
Gyulay néven két különböző család létezett az elmúlt századokban, melyek nem álltak rokonságban egymással.

## AzabafájiGyulay család
Eredete bizonytalan, kevés információ áll rendelkezésre róluk. Annyi bizonyos, hogy köznemesi család, mely Erdélyben játszott jelentősebb szerepet a XVI. század folyamán.

### Jelentősebb tagjai
- Gyulay Mihály diplomata
- Gyulay Pál államférfi, orvos, történetíró

## Amarosnémethi és nádaskaiGyulay család
Nagyjából a XVII. században vándoroltak Magyarország belső részeiből Erdélybe. Ott nagy hírnévre tettek szert, Ferenc dévai várkapitány által, aki később Zaránd vármegye főispánja is lett, majd Nagyvárad alkapitánya. Ferenc fia, István, Kemény János erdélyi fejedelem főasztalnoka volt, harcolt a nagyszőlősi csatában is. István fia, Ferenc, küköllői főispán, udvarhelyszéki főkirálybíró 1694-ben előbb bárói, majd 1701-ben grófi címet is szerzett. Ennek a Ferencnek a fia volt Gyulay Ferenc (1674–1728) altábornagy. A családből megannyi jeles katona került ki, akik néha Gyulai néven is előfordulhatnak.

### Jelentősebb tagjai
- Gyulay Albert altábornagy, csapatparancsnok
- Gyulay Ferenc altábornagy
- Gyulay Ferenc táborszernagy, osztrák hadügyminiszter
- Gyulay Ignác tábornagy, császári főparancsnok, a bécsi Udvari Haditanács elnöke
- Gyulay Sámuel altábornagy, Gyulafehérvár parancsnoka

## Kastélyaik
A családnak Dédácson (Gyulay-kastély, Dédács) és Marosnémetiben, Romániában, Hunyad megyében volt kastélya.

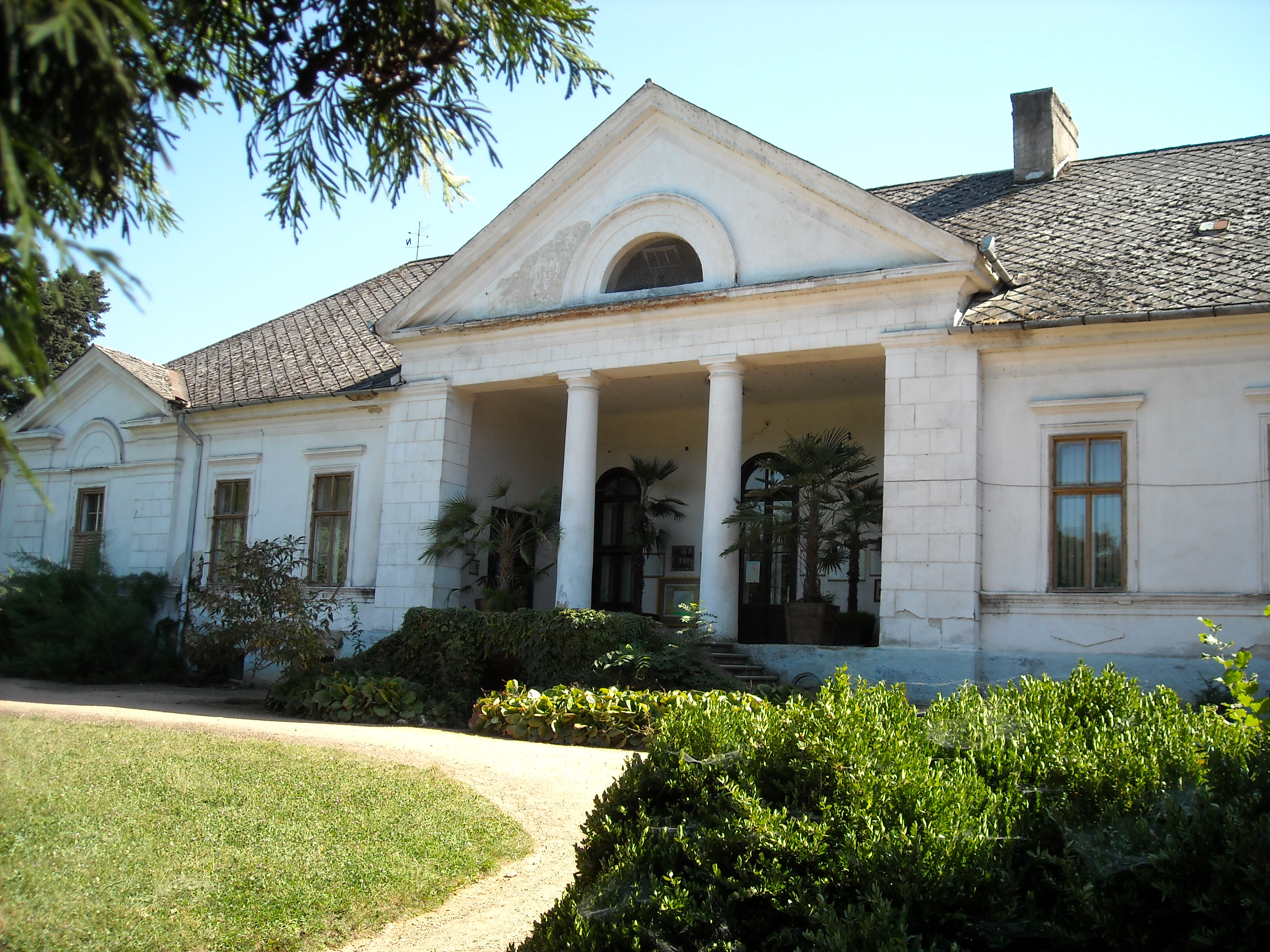
a dédácsi Gyulay-kastély
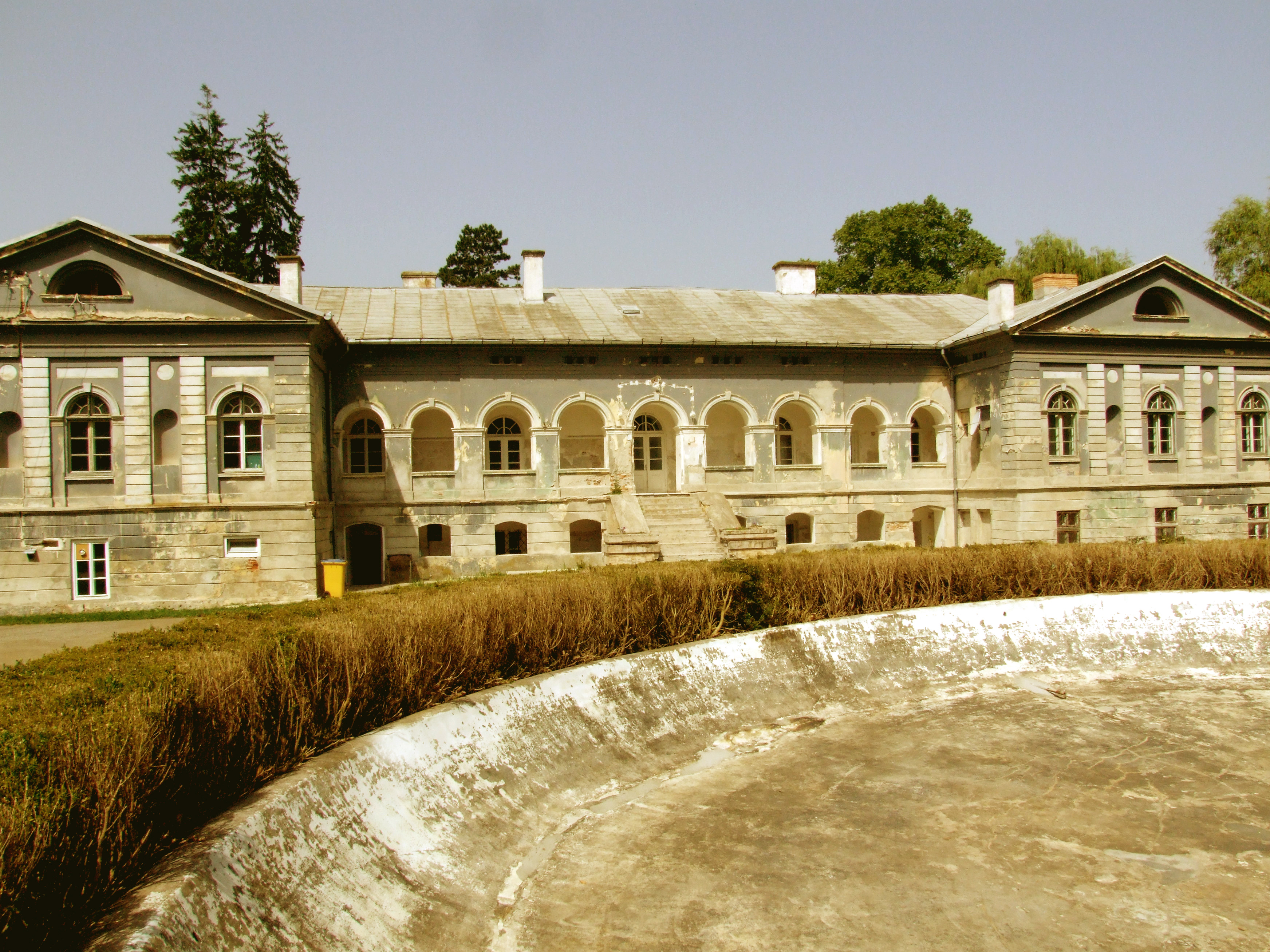
a marosnémeti Gyulay-kastély